# 欧洲联盟科索沃法治特派团
欧洲联盟科索沃法治特派团，简称 EULEX Kosovo， 是欧盟计划向科索沃部署警察和官员的代表团。
该法治特派团的目标是延续科索沃在联合国第1244号决议中所设想的国际关系现状。俄罗斯和塞尔维亚认为在联合国安理会2008年底作出决议之前的这些行动均为非法。当局势发展逐渐表明法治特派团不会实施阿赫蒂萨里计划，并且欧盟也无法就科索沃问题达成一致后，两国的反对之声逐渐平息。
该特派团共包括200名警察和司法人员，并于2008年2月16日开始了首个为期四个月的部署进程。

## 组成和部署
由1800-1900人组成的庞大的特派团计划已于2007年12月14日由欧洲议会通过。后来由於與塞尔维亚缺少相关协议导致的可预见的不稳定性增加，特派团人数又增加到2000人。该团由警察 (包括4个反暴乱小组), 检察官和法官组成，因此将相关重点放在了法律秩序问题上，也包括民主标准。代表团的规模意味着科索沃将成为布鲁塞尔以外欧盟最大的公务员办事地。该特派团的总负责人，欧盟驻科索沃特别代表为皮特·菲斯。特派团第一年的预算大约为1.65亿欧元。
该法治特派团的最终决定原计划于2008年1月28日作出但该决定最终被推迟，主要是担心对2008年2月3日进行的塞尔维亚第二轮总统选举以及当天可能与塞尔维亚签署的《稳定与协作协议》产生消极影响官方对于决议推迟的解释是该特派团的组成缺乏法理依据（即没有联合国安理会授权或类似的决议）。联合行动于获得批准2008年2月4日，预计将于2008年2月18日获最终批准。
在特派团今后如何由联合国领导的机构取代等问题无法解决的情况下，西班牙将不参加法治特派团。西班牙外交大臣米格尔·安赫尔·莫拉蒂诺斯在斯洛文尼亚举行的一次欧盟外长会议上表示，在没有正式将权力移交给联合国的情况下，西班牙不会派遣官员参与特派团。
除了欧盟成员外，第三方，如克罗地亚、 土耳其、瑞士、挪威和美国也将参与。

## 政治局面

各欧盟成员国关于科索沃独立问题的立场。
图例：
承认科索沃独立
未承认科索沃独立

欧盟本尝试参与并主导解决科索沃问题，但是却在未获得国际和塞尔维亚认可情况下是否承认科索沃独立上产生了分歧(详见右图) 。《稳定与协作协议》本来被看作是统一欧盟成员在该问题上意见的保证，可是欧盟轮值主席国宣布协议将不包含承认科索沃独立的内容。
欧盟宣称，它的行动将严格遵守1999年通过的联合国安理会第1244号决议。该决议中明确要求要“在科索沃建立国际安全存在”。

## 向科索沃派兵
- 德国：德国派遣600名士兵作为维和人员。[12]
- 義大利：意大利派遣600名士兵作为维和人员。[12]
- 英国：2008年4月25日，英国宣布计划派遣一支装配步枪的战斗小组，一个轻型步兵营约600名士兵，来帮助维持公共秩序。[13]